# Österreich-Rundfahrt 2002
L'Österreich-Rundfahrt 2002, cinquantaquattresima edizione della corsa, si svolse dal 10 al 16 giugno su un percorso di 1154 km ripartiti in 7 tappe e un cronoprologo, con partenza da Plansee e arrivo a Graz. Fu vinto dall'austriaco Gerrit Glomser della Saeco davanti ai suoi connazionali Hans Peter Obwaller e Peter Luttenberger.

## Tappe
| Tappa  | Data      | Percorso                             | km   | Vincitore di tappa  | Leader cl. generale |
| ------ | --------- | ------------------------------------ | ---- | ------------------- | ------------------- |
| Prol.  | 10 giugno | Plansee > Reutte (cron. individuale) | 11   | Fabian Cancellara   | Fabian Cancellara   |
| 1ª     | 10 giugno | Reutte > Reutte                      | 67   | Daniele Bennati     | Fabian Cancellara   |
| 2ª     | 11 giugno | Reutte > Schwaz                      | 182  | Boštjan Mervar      | Fabian Cancellara   |
| 3ª     | 12 giugno | Schwaz > Innervillgraten             | 196  | Gerrit Glomser      | Fabian Cancellara   |
| 4ª     | 13 giugno | Lienz > Bad Hofgastein               | 141  | Martin Derganc      | Gerrit Glomser      |
| 5ª     | 14 giugno | Bad Gastein > Kitzbühel              | 186  | Hans Peter Obwaller | Gerrit Glomser      |
| 6ª     | 15 giugno | Kitzbühel > Tamsweg                  | 171  | Hannes Hempel       | Hans Peter Obwaller |
| 7ª     | 16 giugno | Sankt Michael im Lungau > Graz       | 200  | Scott Sunderland    | Gerrit Glomser      |
| Totale | Totale    | Totale                               | 1154 |                     |                     |

## Dettagli delle tappe

### Prologo
- 10 giugno: Plansee > Reutte (cron. individuale) – 11 km

| Pos. | Corridore         | Squadra    | Tempo  |
| ---- | ----------------- | ---------- | ------ |
| 1    | Fabian Cancellara | Mapei      | 12'54" |
| 2    | Jürgen Werner     | Nürnberger | a 7"   |
| 3    | Gerrit Glomser    | Saeco      | a 21"  |

| Pos. | Corridore         | Squadra    | Tempo  |
| ---- | ----------------- | ---------- | ------ |
| 1    | Fabian Cancellara | Mapei      | 12'54" |
| 2    | Jürgen Werner     | Nürnberger | a 7"   |
| 3    | Gerrit Glomser    | Saeco      | a 21"  |

### 1ª tappa
- 10 giugno: Reutte > Reutte – 67 km

| Pos. | Corridore        | Squadra     | Tempo    |
| ---- | ---------------- | ----------- | -------- |
| 1    | Daniele Bennati  | Acqua & S.  | 1h32'38" |
| 2    | Simone Cadamuro  | De Nardi    | s.t.     |
| 3    | Michel Vanhaecke | Landbouwkr. | s.t.     |

| Pos. | Corridore         | Squadra    | Tempo    |
| ---- | ----------------- | ---------- | -------- |
| 1    | Fabian Cancellara | Mapei      | 1h45'32" |
| 2    | Jürgen Werner     | Nürnberger | a 7"     |
| 3    | Gerrit Glomser    | Saeco      | a 21"    |

### 2ª tappa
- 11 giugno: Reutte > Schwaz – 182 km

| Pos. | Corridore       | Squadra    | Tempo    |
| ---- | --------------- | ---------- | -------- |
| 1    | Boštjan Mervar  | Perutnina  | 4h22'15" |
| 2    | Daniele Bennati | Acqua & S. | s.t.     |
| 3    | Gerrit Glomser  | Saeco      | s.t.     |

| Pos. | Corridore         | Squadra    | Tempo    |
| ---- | ----------------- | ---------- | -------- |
| 1    | Fabian Cancellara | Mapei      | 6h07'44" |
| 2    | Jürgen Werner     | Nürnberger | a 10"    |
| 3    | Gerrit Glomser    | Saeco      | a 20"    |

### 3ª tappa
- 12 giugno: Schwaz > Innervillgraten – 196 km

| Pos. | Corridore          | Squadra    | Tempo    |
| ---- | ------------------ | ---------- | -------- |
| 1    | Gerrit Glomser     | Saeco      | 5h17'45" |
| 2    | Peter Luttenberger | Tacconi S. | a 2"     |
| 3    | Jørgen Bo Petersen | EDS-Fakta  | a 4"     |

| Pos. | Corridore          | Squadra    | Tempo     |
| ---- | ------------------ | ---------- | --------- |
| 1    | Fabian Cancellara  | Mapei      | 11h25'35" |
| 2    | Gerrit Glomser     | Saeco      | a 4"      |
| 3    | Peter Luttenberger | Tacconi S. | a 28"     |

### 4ª tappa
- 13 giugno: Lienz > Bad Hofgastein – 141 km

| Pos. | Corridore         | Squadra    | Tempo    |
| ---- | ----------------- | ---------- | -------- |
| 1    | Martin Derganc    | Acqua & S. | 3h12'01" |
| 2    | Lennie Kristensen | EDS-Fakta  | s.t.     |
| 3    | Gerrit Glomser    | Saeco      | a 31"    |

| Pos. | Corridore         | Squadra   | Tempo     |
| ---- | ----------------- | --------- | --------- |
| 1    | Gerrit Glomser    | Saeco     | 14h38'07" |
| 2    | Fabian Cancellara | Mapei     | a 12"     |
| 3    | Lennie Kristensen | EDS-Fakta | a 17"     |

### 5ª tappa
- 14 giugno: Bad Gastein > Kitzbühel – 186 km

| Pos. | Corridore           | Squadra     | Tempo    |
| ---- | ------------------- | ----------- | -------- |
| 1    | Hans Peter Obwaller | Arbö Merida | 4h47'59" |
| 2    | Gerrit Glomser      | Saeco       | a 50"    |
| 3    | Maurizio Vandelli   | ELK Haus    | a 54"    |

| Pos. | Corridore           | Squadra     | Tempo     |
| ---- | ------------------- | ----------- | --------- |
| 1    | Gerrit Glomser      | Saeco       | 19h26'56" |
| 2    | Hans Peter Obwaller | Arbö Merida | a 26"     |
| 3    | Peter Luttenberger  | Tacconi S.  | a 42"     |

### 6ª tappa
- 15 giugno: Kitzbühel > Tamsweg – 171 km

| Pos. | Corridore           | Squadra     | Tempo    |
| ---- | ------------------- | ----------- | -------- |
| 1    | Hannes Hempel       | Gericom     | 4h00'03" |
| 2    | Hans Peter Obwaller | Arbö Merida | s.t.     |
| 3    | Graziano Gasparre   | Mapei       | a 20"    |

| Pos. | Corridore           | Squadra     | Tempo    |
| ---- | ------------------- | ----------- | -------- |
| 1    | Hans Peter Obwaller | Arbö Merida | 3h27'13" |
| 2    | Gerrit Glomser      | Saeco       | a 1"     |
| 3    | Peter Luttenberger  | Tacconi S.  | a 43"    |

### 7ª tappa
- 16 giugno: Sankt Michael im Lungau > Graz – 200 km

| Pos. | Corridore        | Squadra   | Tempo    |
| ---- | ---------------- | --------- | -------- |
| 1    | Scott Sunderland | EDS-Fakta | 4h37'44" |
| 2    | Boris Premužič   | Perutnina | s.t.     |
| 3    | Evgenij Petrov   | Mapei     | s.t.     |

| Pos. | Corridore           | Squadra     | Tempo     |
| ---- | ------------------- | ----------- | --------- |
| 1    | Gerrit Glomser      | Saeco       | 28h05'49" |
| 2    | Hans Peter Obwaller | Arbö Merida | a 2"      |
| 3    | Peter Luttenberger  | Tacconi S.  | a 45"     |

## Classifiche finali

### Classifica generale
| Pos. | Corridore           | Squadra     | Tempo     |
| ---- | ------------------- | ----------- | --------- |
| 1    | Gerrit Glomser      | Saeco       | 28h05'49" |
| 2    | Hans Peter Obwaller | Arbö Merida | a 2"      |
| 3    | Peter Luttenberger  | Tacconi S.  | a 45"     |
| 4    | Lennie Kristensen   | EDS-Fakta   | a 1'20"   |
| 5    | Hannes Hempel       | Gericom     | a 1'25"   |
| 6    | Jørgen Bo Petersen  | EDS-Fakta   | a 1'48"   |
| 7    | Maurizio Vandelli   | ELK Haus    | a 2'14"   |
| 8    | Valter Bonča        | Perutnina   | a 2'56"   |
| 9    | Evgenij Petrov      | Mapei       | a 3'16"   |
| 10   | Mitja Mahorič       | Perutnina   | a 3'20"   |